# Кастел дел Пјано
Кастел дел Пјано (итал. Castel del Piano) је насеље у Италији у округу Гросето, региону Тоскана.
Према процени из 2011. у насељу је живело 3507 становника. Насеље се налази на надморској висини од 622 м.

## Географија
| Клима (Кастел дел Пјано)   | Клима (Кастел дел Пјано) | Клима (Кастел дел Пјано) | Клима (Кастел дел Пјано) | Клима (Кастел дел Пјано) | Клима (Кастел дел Пјано) | Клима (Кастел дел Пјано) | Клима (Кастел дел Пјано) | Клима (Кастел дел Пјано) | Клима (Кастел дел Пјано) | Клима (Кастел дел Пјано) | Клима (Кастел дел Пјано) | Клима (Кастел дел Пјано) | Клима (Кастел дел Пјано) |
| Показатељ \ Месец          | .Јан.                    | .Феб.                    | .Мар.                    | .Апр.                    | .Мај.                    | .Јун.                    | .Јул.                    | .Авг.                    | .Сеп.                    | .Окт.                    | .Нов.                    | .Дец.                    | .Год.                    |
| -------------------------- | ------------------------ | ------------------------ | ------------------------ | ------------------------ | ------------------------ | ------------------------ | ------------------------ | ------------------------ | ------------------------ | ------------------------ | ------------------------ | ------------------------ | ------------------------ |
| Средњи максимум, °C (°F)   | 8,0 (46,4)               | 8,7 (47,7)               | 11,5 (52,7)              | 15,2 (59,4)              | 20,1 (68,2)              | 24,5 (76,1)              | 27,7 (81,9)              | 28,0 (82,4)              | 24,2 (75,6)              | 18,8 (65,8)              | 12,9 (55,2)              | 9,8 (49,6)               | 28 (82,4)                |
| Средњи минимум, °C (°F)    | 1,2 (34,2)               | 1,6 (34,9)               | 3,3 (37,9)               | 6,1 (43)                 | 9,5 (49,1)               | 13,0 (55,4)              | 15,0 (59)                | 15,2 (59,4)              | 12,9 (55,2)              | 9,0 (48,2)               | 5,7 (42,3)               | 2,8 (37)                 | 1,2 (34,2)               |
| Количина падавина, mm (in) | 87,0 (34,25)             | 83,4 (32,83)             | 77,1 (30,35)             | 71,2 (28,03)             | 63,1 (24,84)             | 57,0 (22,44)             | 34,2 (13,46)             | 59,4 (23,39)             | 74,4 (29,29)             | 97,1 (38,23)             | 119,1 (46,89)            | 95,6 (37,64)             | 918,6 (361,64)           |
| [ тражи се извор ]         |                          |                          |                          |                          |                          |                          |                          |                          |                          |                          |                          |                          |                          |

## Становништво
| 1931. | 1936. | 1951. | 1961. | 1971. | 1981. | 1991. | 2001. | 2011. |
| ----- | ----- | ----- | ----- | ----- | ----- | ----- | ----- | ----- |
| 6.124 | 5.958 | 5.783 | 5.252 | 4.610 | 4.376 | 4.376 | 4.331 | 4.671 |